# 3591
3591（三千五百九十一、三五九一、参阡五百九拾壱、さんぜんごひゃくきゅうじゅういち）は、自然数また整数において、3590の次で3592の前の数である。

## 性質
- 3591は合成数であり、約数は1, 3, 7, 9, 19, 21, 27, 57, 63, 133, 171, 189, 399, 513, 1197, 3591である。
  - 約数の和は6400。
- 4番目の、(約数の和)/(約数の個数)と、(約数の和) − 数 の値がどちらも平方数となる数である。1つ前は1196、次は5831。(オンライン整数列大辞典の数列 A049226)
- 逆数の循環節の長さが各桁の数の和と等しくなる20番目の数である。1つ前は3003、次は3813。(オンライン整数列大辞典の数列 A178495)
- n を正整数とした時、4n − 1 が nで割り切れる形の29番目の数である。1つ前は3249、次は3969。(オンライン整数列大辞典の数列 A014945)
- n を非負整数とした時、n × (5 × n − 1) / 2 の形で表せる40番目の数である。1つ前は3404。(オンライン整数列大辞典の数列 A005476)
- n を非負整数とした時、(5 × n − 7)×(n − 1) の形で表せる28番目の数である。1つ前は3328、次は3864。(オンライン整数列大辞典の数列 A005476)
- 22番目の十九角数である。1つ前は3250、次は3949。(オンライン整数列大辞典の数列 A051871)
- 342番目のウラム数である。
- n を非負整数とした時、n × (n − 1) × (n + 2) / 2 の形の19番目の数である。1つ前は3060、次は4180。(オンライン整数列大辞典の数列 A077414)
- n を非負整数とした時、n × (8 × n + 3) の形で表せる22番目の数である。1つ前は3260、次は3938。(オンライン整数列大辞典の数列 A139276)
- n を非負整数とした時、(8 × n + 1) × (8 × n + 7) の形で表せる8番目の数である。1つ前は2695、次は4615。(オンライン整数列大辞典の数列 A001533)
- 3591 = 33 × 7 × 19
  - 3つの異なる素因数の積で p 3 × q × r の形で表せる116番目の数である。1つ前は3576、次は3608。(オンライン整数列大辞典の数列 A189975)
- 27番目の、9に対するクネーデル数である。1つ前は3111、次は4095。(オンライン整数列大辞典の数列 A225513)
- 28番目の、平方数の2倍の数の約数の和となる数である。1つ前は3279、次は2613。(オンライン整数列大辞典の数列 A065765)
- ちょうど5つの素数で割り切れる36番目の奇数である。1つ前は3483、次は3675。(オンライン整数列大辞典の数列 A046318)
- 約数の和が3591になる数は1個ある。(1568) 約数の和1個で表せる530番目の数である。1つ前は3572、次は3594。